# Skilanglauf-Marathon-Cup 2013/14
Der Skilanglauf-Marathon-Cup 2013/14 war eine vom Weltskiverband FIS zwischen dem 15. Dezember 2013 und dem 9. März 2014 in Europa und Nordamerika ausgetragene Wettkampfserie im Skilanglauf. Die Wettbewerbe wurden im Rahmen der Euroloppet-Serie bzw. Worldloppet-Serie veranstaltet.

## Teilnehmer
| Europa (20 Länder) | Europa (20 Länder)                                                                                         | Europa (20 Länder) |
| --- | --- | ------------------ |
| - Deutschland - Estland - Finnland - Frankreich - Italien - Lettland - Liechtenstein - Litauen - Luxemburg - Norwegen | - Österreich - Polen - Russland - Schweden - Schweiz - Slowakei - Spanien - Tschechien - Ukraine - Belarus |                    |
| Amerika (3 Länder) | |                    |
| - Argentinien - Kanada                                                                                                | - Vereinigte Staaten                                                                                       |                    |
| Asien (2 Länder) | |                    |
| - Kasachstan | - Kirgisistan                                                                                              |                    |
| Ozeanien (1 Land) | |                    |
| - Neuseeland | |                    |

## Männer

### Resultate
| 1. Skilanglauf-Marathon-Cup in Livigno – La Sgambeda | 1. Skilanglauf-Marathon-Cup in Livigno – La Sgambeda | 1. Skilanglauf-Marathon-Cup in Livigno – La Sgambeda | 1. Skilanglauf-Marathon-Cup in Livigno – La Sgambeda | 1. Skilanglauf-Marathon-Cup in Livigno – La Sgambeda |
| ---------------------------------------------------- | ---------------------------------------------------- | ---------------------------------------------------- | ---------------------------------------------------- | ---------------------------------------------------- |
| Datum                                                | Disziplin                                            | Erster Platz                                         | Zweiter Platz                                        | Dritter Platz                                        |
| 15. Dezember 2013 (So.)                              | 42 km Freistil                                       | Petter Northug                                       | Petr Novák                                           | Aliaksei Ivanou                                      |

| 2. Skilanglauf-Marathon-Cup in Lienz – Dolomitenlauf | 2. Skilanglauf-Marathon-Cup in Lienz – Dolomitenlauf | 2. Skilanglauf-Marathon-Cup in Lienz – Dolomitenlauf | 2. Skilanglauf-Marathon-Cup in Lienz – Dolomitenlauf | 2. Skilanglauf-Marathon-Cup in Lienz – Dolomitenlauf |
| ---------------------------------------------------- | ---------------------------------------------------- | ---------------------------------------------------- | ---------------------------------------------------- | ---------------------------------------------------- |
| Datum                                                | Disziplin                                            | Erster Platz                                         | Zweiter Platz                                        | Dritter Platz                                        |
| 19. Januar 2014 (So.)                                | 42 km Freistil 1                                     | Petr Novák                                           | Martin Koukal                                        | Martin Bajcicak                                      |

| 3. Skilanglauf-Marathon-Cup im Val di Fiemme und Val di Fassa – Marcialonga | 3. Skilanglauf-Marathon-Cup im Val di Fiemme und Val di Fassa – Marcialonga | 3. Skilanglauf-Marathon-Cup im Val di Fiemme und Val di Fassa – Marcialonga | 3. Skilanglauf-Marathon-Cup im Val di Fiemme und Val di Fassa – Marcialonga | 3. Skilanglauf-Marathon-Cup im Val di Fiemme und Val di Fassa – Marcialonga |
| --------------------------------------------------------------------------- | --------------------------------------------------------------------------- | --------------------------------------------------------------------------- | --------------------------------------------------------------------------- | --------------------------------------------------------------------------- |
| Datum                                                                       | Disziplin                                                                   | Erster Platz                                                                | Zweiter Platz                                                               | Dritter Platz                                                               |
| 26. Januar 2014 (So.)                                                       | 70 km Klassisch                                                             | Simen Haakon Østensen                                                       | John Kristian Dahl                                                          | Jørgen Aukland                                                              |

| 4. Skilanglauf-Marathon-Cup in Mouthe – Transjurassienne | 4. Skilanglauf-Marathon-Cup in Mouthe – Transjurassienne | 4. Skilanglauf-Marathon-Cup in Mouthe – Transjurassienne | 4. Skilanglauf-Marathon-Cup in Mouthe – Transjurassienne | 4. Skilanglauf-Marathon-Cup in Mouthe – Transjurassienne |
| -------------------------------------------------------- | -------------------------------------------------------- | -------------------------------------------------------- | -------------------------------------------------------- | -------------------------------------------------------- |
| Datum                                                    | Disziplin                                                | Erster Platz                                             | Zweiter Platz                                            | Dritter Platz                                            |
| 9. Februar 2014 (So.)                                    | 76 km Freistil                                           | Mathias Wibault                                          | Benoît Chauvet                                           | Toni Livers                                              |

| 5. Skilanglauf-Marathon-Cup in Otepää – Tartu Maraton | 5. Skilanglauf-Marathon-Cup in Otepää – Tartu Maraton | 5. Skilanglauf-Marathon-Cup in Otepää – Tartu Maraton | 5. Skilanglauf-Marathon-Cup in Otepää – Tartu Maraton | 5. Skilanglauf-Marathon-Cup in Otepää – Tartu Maraton |
| ----------------------------------------------------- | ----------------------------------------------------- | ----------------------------------------------------- | ----------------------------------------------------- | ----------------------------------------------------- |
| Datum                                                 | Disziplin                                             | Erster Platz                                          | Zweiter Platz                                         | Dritter Platz                                         |
| 16. Februar 2014 (So.)                                | 63 km Klassisch                                       | Wettkampf wurde wegen Schneemangels abgesagt          | Wettkampf wurde wegen Schneemangels abgesagt          | Wettkampf wurde wegen Schneemangels abgesagt          |

| 6. Skilanglauf-Marathon-Cup in Hayward – American Birkebeiner | 6. Skilanglauf-Marathon-Cup in Hayward – American Birkebeiner | 6. Skilanglauf-Marathon-Cup in Hayward – American Birkebeiner | 6. Skilanglauf-Marathon-Cup in Hayward – American Birkebeiner | 6. Skilanglauf-Marathon-Cup in Hayward – American Birkebeiner |
| ------------------------------------------------------------- | ------------------------------------------------------------- | ------------------------------------------------------------- | ------------------------------------------------------------- | ------------------------------------------------------------- |
| Datum                                                         | Disziplin                                                     | Erster Platz                                                  | Zweiter Platz                                                 | Dritter Platz                                                 |
| 22. Februar 2014 (Sa.)                                        | 52 km Klassisch                                               | Tom Reichelt                                                  | Simone Paredi                                                 | Sergio Bonaldi                                                |

| 7. Skilanglauf-Marathon-Cup in Szklarska Poręba – Bieg Piastów | 7. Skilanglauf-Marathon-Cup in Szklarska Poręba – Bieg Piastów | 7. Skilanglauf-Marathon-Cup in Szklarska Poręba – Bieg Piastów | 7. Skilanglauf-Marathon-Cup in Szklarska Poręba – Bieg Piastów | 7. Skilanglauf-Marathon-Cup in Szklarska Poręba – Bieg Piastów |
| -------------------------------------------------------------- | -------------------------------------------------------------- | -------------------------------------------------------------- | -------------------------------------------------------------- | -------------------------------------------------------------- |
| Datum                                                          | Disziplin                                                      | Erster Platz                                                   | Zweiter Platz                                                  | Dritter Platz                                                  |
| 1. März 2014 (Sa.)                                             | 50 km Klassisch                                                | Wettkampf abgesagt                                             | Wettkampf abgesagt                                             | Wettkampf abgesagt                                             |

| 8. Skilanglauf-Marathon-Cup in Samedan – Engadin Skimarathon | 8. Skilanglauf-Marathon-Cup in Samedan – Engadin Skimarathon | 8. Skilanglauf-Marathon-Cup in Samedan – Engadin Skimarathon | 8. Skilanglauf-Marathon-Cup in Samedan – Engadin Skimarathon | 8. Skilanglauf-Marathon-Cup in Samedan – Engadin Skimarathon |
| ------------------------------------------------------------ | ------------------------------------------------------------ | ------------------------------------------------------------ | ------------------------------------------------------------ | ------------------------------------------------------------ |
| Datum                                                        | Disziplin                                                    | Erster Platz                                                 | Zweiter Platz                                                | Dritter Platz                                                |
| 9. März 2014 (So.)                                           | 42 km Freistil                                               | Anders Gløersen                                              | Jean-Marc Gaillard                                           | Toni Livers                                                  |

### Gesamtwertung
| Rang | Name                         | Punkte |
| ---- | ---------------------------- | ------ |
| 001. | Tom Reichelt                 | 228    |
| 002. | Benoît Chauvet               | 223    |
| 003. | Martin Koukal                | 223    |
| 004. | Petr Novák                   | 212    |
| 005. | Toni Livers                  | 170    |
| 006. | Simone Paredi                | 164    |
| 007. | Sergio Bonaldi               | 147    |
| 008. | Christophe Perrillat-Collomb | 102    |
| 009. | Mathias Wibault              | 102    |
| 10.  | Anders Gløersen              | 100    |
|      | Petter Northug               | 100    |
|      | Simen Østensen               | 100    |
| 13.  | Ilya Mashkov                 | 095    |
| 14.  | Florian Kostner              | 093    |
| 15.  | Alan Martinelli              | 086    |
| 16.  | John Kristian Dahl           | 080    |
|      | Jean-Marc Gaillard           | 080    |
| 18.  | Fabio Santus                 | 075    |
| 19.  | Tore Björseth Berdal         | 069    |
| 20.  | Jørgen Aukland               | 060    |
|      | Martin Bajcicak              | 060    |
|      | Aliaksei Ivanou              | 060    |
| 23.  | Morten Eide Pedersen         | 055    |
| 24.  | Matthew Phillip Gelso        | 051    |
|      | Marco Mühlematter            | 051    |
| 26.  | Johan Kjølstad               | 050    |
|      | Romain Vandel                | 050    |
| 28.  | Anders Aukland               | 045    |
|      | Cyril Gaillard               | 045    |
| 30.  | Cristian Zorzi               | 043    |
| 31.  | Mathias Inniger              | 042    |
| 32.  | Iwan Artejew                 | 040    |
|      | Bruno Debertolis             | 040    |
|      | Remo Fischer                 | 040    |
| 35.  | Louis Deschamps              | 036    |
|      | Javier Gutiérrez             | 036    |
|      | Stanislav Řezáč              | 036    |
| 38.  | Ioseba Rojo                  | 035    |

| Rang | Name                              | Punkte |
| ---- | --------------------------------- | ------ |
|      | Sergei Jurjewitsch Schirjajew     | 035    |
| 40.  | Jewgeni Alexandrowitsch Dementjew | 033    |
| 41.  | Jörgen Brink                      | 032    |
|      | Anton Suzdalev                    | 032    |
| 43.  | Christoffer Callesen              | 029    |
|      | Ivan Perrillat Boiteux            | 029    |
| 45.  | Émilien Buisson                   | 028    |
| 46.  | Thibault Mondon                   | 026    |
|      | Alexander Treinen                 | 026    |
|      | Daniel Tynell                     | 026    |
| 49.  | Valerio Leccardi                  | 024    |
| 50.  | Toni Escher                       | 023    |
| 51.  | Alexey Dvoskin                    | 022    |
|      | Matthew Edward Liebsch            | 022    |
|      | Anton Schatagin                   | 022    |
| 54.  | Jimmie Johnsson                   | 020    |
|      | Imanol Rojo                       | 020    |
|      | Erik Söderman                     | 020    |
| 57.  | Kjetil Hagtvedt Dammen            | 018    |
|      | Renaud Jay                        | 018    |
|      | Patrick Johnson                   | 018    |
|      | Jérémie Millereau                 | 018    |
|      | Thomas Moriggl                    | 018    |
| 62.  | Christopher Hamilton              | 016    |
|      | Oskar Svärd                       | 016    |
| 64.  | Valentin Gaillard                 | 015    |
|      | Stian Hölgaard                    | 016    |
| 66.  | Martin Andersen                   | 014    |
|      | Jöri Kindschi                     | 014    |
|      | Svein Tore Sinnes                 | 014    |
| 69.  | Mark Iverson                      | 013    |
|      | Algo Kärp                         | 013    |
|      | Audun Laugaland                   | 013    |
|      | Vadim Nesterov                    | 013    |
| 73.  | Bill Impola                       | 012    |
|      | Aivar Rehemaa                     | 012    |
|      | Gordon Vermeer                    | 012    |
| 76.  | Nikolay Bolotov                   | 011    |

| Rang | Name                        | Punkte |
| ---- | --------------------------- | ------ |
|      | Curdin Perl                 | 011    |
| 78.  | Eugenio Bianchi             | 010    |
|      | Sylvan Ellefson             | 010    |
|      | Corsin Hösli                | 010    |
| 81.  | Guillaume Berhault          | 009    |
|      | Grégoire Blondeau           | 009    |
|      | Aurelius Herburger          | 009    |
|      | Eric Packer                 | 009    |
|      | Fabio Pasini                | 009    |
| 86.  | Thomas Magne Henriksen      | 008    |
|      | Jussi Simula                | 008    |
|      | Eric Thomas                 | 008    |
| 89.  | Fredrik Byström             | 007    |
|      | Tore Martin Söbak Gundersen | 007    |
|      | Michael Sinnott             | 007    |
|      | Radek Sretr                 | 007    |
|      | Daniel Yeuilla              | 007    |
| 94.  | Jens Eriksson               | 006    |
|      | Patrick O’Brien             | 006    |
|      | Yohann Sutter               | 006    |
| 97.  | Nicolas Avrillon            | 005    |
|      | Espen Harald Bjerke         | 005    |
|      | Manuel Hirner               | 005    |
|      | Peter Kling                 | 005    |
| 101. | Samuel Naney                | 004    |
|      | Tobias Rath                 | 004    |
|      | Roman Schaad                | 004    |
|      | Ivar Tveiten                | 004    |
|      | Martin Weisheit             | 004    |
| 106. | Gaëtan Breyton              | 003    |
| 107. | Romain Jacquier             | 003    |
|      | Markus Jönsson              | 002    |
|      | Madis Vaikmaa               | 002    |
| 110. | Philipp Hälg                | 001    |
|      | Pavel Petr                  | 001    |
|      | Martin Rosvall              | 001    |
|      | Jegor Sorin                 | 001    |

## Frauen

### Resultate
| 1. Skilanglauf-Marathon-Cup in Livigno – La Sgambeda | 1. Skilanglauf-Marathon-Cup in Livigno – La Sgambeda | 1. Skilanglauf-Marathon-Cup in Livigno – La Sgambeda | 1. Skilanglauf-Marathon-Cup in Livigno – La Sgambeda | 1. Skilanglauf-Marathon-Cup in Livigno – La Sgambeda |
| ---------------------------------------------------- | ---------------------------------------------------- | ---------------------------------------------------- | ---------------------------------------------------- | ---------------------------------------------------- |
| Datum                                                | Disziplin                                            | Erster Platz                                         | Zweiter Platz                                        | Dritter Platz                                        |
| 15. Dezember 2013 (So.)                              | 42 km Freistil                                       | Riitta-Liisa Roponen                                 | Seraina Boner                                        | Larissa Schaidurowa                                  |

| 2. Skilanglauf-Marathon-Cup in Lienz – Dolomitenlauf | 2. Skilanglauf-Marathon-Cup in Lienz – Dolomitenlauf | 2. Skilanglauf-Marathon-Cup in Lienz – Dolomitenlauf | 2. Skilanglauf-Marathon-Cup in Lienz – Dolomitenlauf | 2. Skilanglauf-Marathon-Cup in Lienz – Dolomitenlauf |
| ---------------------------------------------------- | ---------------------------------------------------- | ---------------------------------------------------- | ---------------------------------------------------- | ---------------------------------------------------- |
| Datum                                                | Disziplin                                            | Erster Platz                                         | Zweiter Platz                                        | Dritter Platz                                        |
| 19. Januar 2014 (So.)                                | 42 km Freistil 1                                     | Riitta-Liisa Roponen                                 | Julija Tichonowa                                     | Olga Rotschewa                                       |

| 3. Skilanglauf-Marathon-Cup im Val di Fiemme und Val di Fassa – Marcialonga | 3. Skilanglauf-Marathon-Cup im Val di Fiemme und Val di Fassa – Marcialonga | 3. Skilanglauf-Marathon-Cup im Val di Fiemme und Val di Fassa – Marcialonga | 3. Skilanglauf-Marathon-Cup im Val di Fiemme und Val di Fassa – Marcialonga | 3. Skilanglauf-Marathon-Cup im Val di Fiemme und Val di Fassa – Marcialonga |
| --------------------------------------------------------------------------- | --------------------------------------------------------------------------- | --------------------------------------------------------------------------- | --------------------------------------------------------------------------- | --------------------------------------------------------------------------- |
| Datum                                                                       | Disziplin                                                                   | Erster Platz                                                                | Zweiter Platz                                                               | Dritter Platz                                                               |
| 26. Januar 2014 (So.)                                                       | 70 km Klassisch                                                             | Julija Tichonowa                                                            | Seraina Boner                                                               | Annika Löfström                                                             |

| 4. Skilanglauf-Marathon-Cup in Mouthe – Transjurassienne | 4. Skilanglauf-Marathon-Cup in Mouthe – Transjurassienne | 4. Skilanglauf-Marathon-Cup in Mouthe – Transjurassienne | 4. Skilanglauf-Marathon-Cup in Mouthe – Transjurassienne | 4. Skilanglauf-Marathon-Cup in Mouthe – Transjurassienne |
| -------------------------------------------------------- | -------------------------------------------------------- | -------------------------------------------------------- | -------------------------------------------------------- | -------------------------------------------------------- |
| Datum                                                    | Disziplin                                                | Erster Platz                                             | Zweiter Platz                                            | Dritter Platz                                            |
| 9. Februar 2014 (So.)                                    | 54 km Freistil                                           | Aurélie Dabudyk                                          | Olga Rotschewa                                           | Célia Bourgeois                                          |

| 5. Skilanglauf-Marathon-Cup in Otepää – Tartu Maraton | 5. Skilanglauf-Marathon-Cup in Otepää – Tartu Maraton | 5. Skilanglauf-Marathon-Cup in Otepää – Tartu Maraton | 5. Skilanglauf-Marathon-Cup in Otepää – Tartu Maraton | 5. Skilanglauf-Marathon-Cup in Otepää – Tartu Maraton |
| ----------------------------------------------------- | ----------------------------------------------------- | ----------------------------------------------------- | ----------------------------------------------------- | ----------------------------------------------------- |
| Datum                                                 | Disziplin                                             | Erster Platz                                          | Zweiter Platz                                         | Dritter Platz                                         |
| 16. Februar 2014 (So.)                                | 63 km Klassisch                                       | Wettkampf wurde wegen Schneemangels abgesagt          | Wettkampf wurde wegen Schneemangels abgesagt          | Wettkampf wurde wegen Schneemangels abgesagt          |

| 6. Skilanglauf-Marathon-Cup in Hayward – American Birkebeiner | 6. Skilanglauf-Marathon-Cup in Hayward – American Birkebeiner | 6. Skilanglauf-Marathon-Cup in Hayward – American Birkebeiner | 6. Skilanglauf-Marathon-Cup in Hayward – American Birkebeiner | 6. Skilanglauf-Marathon-Cup in Hayward – American Birkebeiner |
| ------------------------------------------------------------- | ------------------------------------------------------------- | ------------------------------------------------------------- | ------------------------------------------------------------- | ------------------------------------------------------------- |
| Datum                                                         | Disziplin                                                     | Erster Platz                                                  | Zweiter Platz                                                 | Dritter Platz                                                 |
| 22. Februar 2014 (Sa.)                                        | 52 km Klassisch                                               | Caitlin Gregg                                                 | Antonella Confortola Wyatt                                    | Rosie Brennan                                                 |

| 7. Skilanglauf-Marathon-Cup in Szklarska Poręba – Bieg Piastów | 7. Skilanglauf-Marathon-Cup in Szklarska Poręba – Bieg Piastów | 7. Skilanglauf-Marathon-Cup in Szklarska Poręba – Bieg Piastów | 7. Skilanglauf-Marathon-Cup in Szklarska Poręba – Bieg Piastów | 7. Skilanglauf-Marathon-Cup in Szklarska Poręba – Bieg Piastów |
| -------------------------------------------------------------- | -------------------------------------------------------------- | -------------------------------------------------------------- | -------------------------------------------------------------- | -------------------------------------------------------------- |
| Datum                                                          | Disziplin                                                      | Erster Platz                                                   | Zweiter Platz                                                  | Dritter Platz                                                  |
| 1. März 2014 (Sa.)                                             | 50 km Klassisch                                                | Wettkampf abgesagt                                             | Wettkampf abgesagt                                             | Wettkampf abgesagt                                             |

| 8. Skilanglauf-Marathon-Cup in Samedan – Engadin Skimarathon | 8. Skilanglauf-Marathon-Cup in Samedan – Engadin Skimarathon | 8. Skilanglauf-Marathon-Cup in Samedan – Engadin Skimarathon | 8. Skilanglauf-Marathon-Cup in Samedan – Engadin Skimarathon | 8. Skilanglauf-Marathon-Cup in Samedan – Engadin Skimarathon |
| ------------------------------------------------------------ | ------------------------------------------------------------ | ------------------------------------------------------------ | ------------------------------------------------------------ | ------------------------------------------------------------ |
| Datum                                                        | Disziplin                                                    | Erster Platz                                                 | Zweiter Platz                                                | Dritter Platz                                                |
| 9. März 2014 (So.)                                           | 42 km Freistil                                               | Riitta-Liisa Roponen                                         | Bettina Gruber                                               | Katrin Zeller                                                |

### Gesamtwertung
| Rang | Name                       | Punkte |
| ---- | -------------------------- | ------ |
| 001. | Riitta-Liisa Roponen       | 300    |
| 002. | Antonella Confortola Wyatt | 238    |
| 003. | Seraina Boner              | 200    |
| 004. | Julija Tichonowa           | 180    |
| 005. | Olga Rotschewa             | 172    |
| 006. | Larissa Schaidurowa        | 127    |
| 007. | Aurélie Dabudyk            | 100    |
|      | Caitlin Gregg              | 100    |
|      | Célia Bourgeois            | 100    |
| 010. | Sini Alusniemi             | 090    |
| 011. | Bettina Gruber             | 080    |
| 012. | Rahel Imoberdorf           | 077    |
| 013. | Rosie Brennan              | 060    |
|      | Annika Löfström            | 060    |
|      | Katrin Zeller              | 060    |
| 016. | Jessica Müller             | 053    |
| 017. | Holly Brooks               | 050    |

| Rang | Name                       | Punkte |
| ---- | -------------------------- | ------ |
|      | Laila Kveli                | 050    |
|      | Ekaterina Rudakova         | 050    |
| 020. | Chelsea Holmes             | 045    |
|      | Susanne Nyström            | 045    |
|      | Walentyna Schewtschenko    | 045    |
|      | Doris Trachsel             | 045    |
| 024. | Kate Fitzgerald            | 040    |
|      | Tuva Toftdahl Staver       | 040    |
|      | Claudie Thomas             | 040    |
| 027. | Natalja Sernowa            | 037    |
| 028. | Anouk Faivre Picon         | 036    |
|      | Inger Liv Bjerkreim Nilsen | 036    |
|      | Caitlin Patterson          | 036    |
|      | Monique Siegel             | 036    |
| 033. | Laurel Clare Egan          | 032    |
|      | Natalija Kočergina         | 032    |
|      | Stephanie Santer           | 032    |

| Rang | Name                  | Punkte |
| ---- | --------------------- | ------ |
| 036. | Kristina Roberto      | 029    |
| 037. | Marina Tschernoussowa | 026    |
|      | Tatjana Jambajewa     | 026    |
|      | Walentina Nowikowa    | 026    |
| 040. | Maria Gräfnings       | 024    |
|      | Manon Locatelli       | 024    |
| 042. | Esther Bottomley      | 022    |
| 043. | Solfrid Braathen      | 020    |
|      | Melissa Gorra         | 020    |
| 045. | Lina Korsgren         | 018    |
|      | Iris Pessey           | 018    |
| 047. | Chantal Carlen        | 016    |
|      | Nina Lintzén          | 016    |
| 049. | Jogscha Abderhalden   | 015    |
| 050. | Lovise Heimdal        | 014    |